# Jakob Riedl (Freiheitskämpfer)
Jakob Riedl (* 1791 in Haslach bei Ried im Zillertal, Tirol; † 8. September 1840) war ein Tiroler Freiheitskämpfer. Er kämpfte unter Andreas Hofer, Josef Speckbacher und später, in den Freiheitskriegen, als Kommandant der Tiroler Jäger im Lützowschen Freikorps.

## Leben
Riedl wurde 1791 als Sohn einer wohlhabenden Gerberfamilie geboren. Im Alter von zehn Jahren erhielt er von seinem Vetter Josef Speckbacher eine Büchse (Gewehr), mit dem er große Geschicklichkeit entwickelte. 
Bereits im Jahre 1809, bei der Schlacht am Bergisel, unterstellte man Riedl eine kleine „Companie Schützen“. Später wurde Riedl zum Adjutant von Speckbacher ernannt.
Nach dem Tod Andreas Hofers flüchtete Riedl mit anderen Tiroler Freiheitskämpfern über Sachsen nach Berlin, wo er sich als Händler niederließ.
Zu Beginn des Jahres 1813 erfuhr Riedl in Berlin von Freiherr von Lützow, dass jener ein Korps aus freiwilligen Nichtpreußen zusammenstellen wolle. Riedl stellte einen Antrag zur Aufstellung einer „Tyroler Scharfschützencompanie“, welchem von der preußischen Regierung stattgegeben wurde.
Am 18. März 1813 schlossen sich eine Kompanie von 259 Tirolern dem Freikorps von Lützow an, darunter ihr Kommandant Jakob Riedl, Joseph Ennemoser und Riedls Bruder Sebastian Riedl.
Während des 1. Pariser Friedens bat Jakob Riedl um Entlassung aus dem Freikorps und schied im Rang eines Hauptmanns aus. Riedl wurde mit dem Eisernen Kreuz, dem St. Annen Orden und einem hohen schwedischen Orden ausgezeichnet.
Am 14. Dezember 1813 heiratete Riedl die preußische Capitainstochter Auguste von Bernard. Das junge Ehepaar ging zurück nach Tirol, wo er den Truferhof eine halbe Stunde von Schwarz entfernt kaufte. Riedls Frau Auguste litt unter Heimweh und das Paar kehrte nach Berlin zurück. Riedl nahm diesmal eine Menge Tiroler Vieh mit und ließ sich erst in Rixdorf (heutiges Berlin-Neukölln) und später in Friedersdorf bei Storkow nieder.
Riedl war im Königshaus wohlbekannt, er duzte den König und sprach ihn in Briefen sogar als „Brüderchen“ an und galt als fanatischer Franzosenhasser. Auf dem Sterbebett wurde Riedl zum königlichen Hofförster ernannt. Riedl starb am 8. September 1840.